# Отрада (Всеволожск)

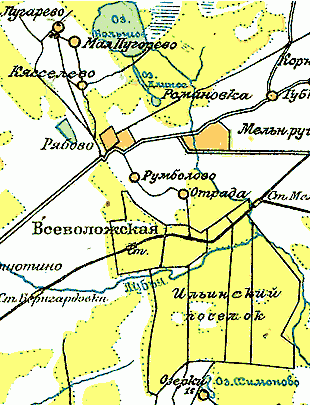
Деревня Отрада на карте 1928 г.

Отра́да (фин. Huosa) — микрорайон Всеволожска, находится в северо-восточной части города.

## Геологические особенности
Расположен на юго-восточном склоне Румболовско-Кяселевской островной, холмисто-камовой возвышенности, сложенной песками, валунными супесями и суглинками.

## Географическое положение
Находится в северо-восточной части города на территории, ограниченной с севера неиспользуемой зоной застройки малоэтажными жилыми домами (полем), с востока — Мельничным ручьём и микрорайоном Хутор Ракси, с юга и запада — микрорайоном Мельничный Ручей (по улицам Пермской и Парковой), с северо-запада — микрорайоном Румболово. Высота центра микрорайона — 28 м.
| Ближайшие микрорайоны       | Ближайшие микрорайоны | Ближайшие микрорайоны      |
| --------------------------- | --------------------- | -------------------------- |
| Северо-запад: Румболово     | Север:                | Северо-восток: Хутор Ракси |
| Запад: Мельничный Ручей     |                       | Восток: Хутор Ракси        |
| Юго-запад: Мельничный Ручей | Юг: Мельничный Ручей  | Юго-восток: Хутор Ракси    |

## История
В XVIII—XIX веках это была полумыза, через которую проходил древний тракт из мызы Колтуши, через мызу Рябово в мызу Токсово, сейчас на его месте находится улица Парковая.
Упоминается в церковных книгах Рябовского лютеранского прихода начиная с 1787 года как деревня Хоузунмяки (фин. Housunmäki).
По неподтверждённому документами мнению журналиста Касьяна Касьянова в начале XIX века, во времена Всеволода Андреевича Всеволожского, деревня Отрада принадлежала его старшему сыну Никите и была его личной загородной дачей.
Как деревня Гауза она упоминается на «Карте окружности Санкт-Петербурга» 1810 года.
Согласно «Карте окружности Санкт-Петербурга» 1817 года деревня Гауза насчитывала 4 крестьянских двора.
Как селение Отрада она обозначена на карте Санкт-Петербургской губернии Ф. Ф. Шуберта 1834 года.
В 1849 году на этнографической карте Санкт-Петербургской губернии П. И. Кёппена упомянута как деревня «Housunmäki», расположенная в ареале расселения савакотов. В пояснительном тексте к этнографической карте она записана как Housunmäki (Отрада) и указано количество её жителей на 1848 год: 3 м. п., 7 ж. п., всего 10 человек.
На Плане генерального межевания Шлиссельбургского уезда упоминается как деревня Хоуза.
В 1860 году на топографической карте частей Санкт-Петербургской и Выборгской губерний, по правую сторону древнего тракта, обозначено селение Хуоза (бывшая полумыза Отрада), 2 двора.
В историческом атласе Санкт-Петербургской губернии 1863 года это просто Хуоза.
В 1895 году, согласно карте Шлиссельбургского уезда, деревня Отрада насчитывала 5 крестьянских дворов.

ОТРАДА — поселок арендаторов, при земской дороге 5 дворов, 10 м. п., 13 ж. п., всего 23 чел. (1896 год)

В 1909 году в деревне также было 5 дворов. Административно она относилась к Рябовской волости.
На карте 1909 года и в 1914 году на военно-топографической карте Петроградской губернии это снова Отрада.
По сведениям Рябовского волостного совета в феврале 1921 года в деревне насчитывалось 13 жителей, в апреле — также 13, в декабре — 24. Деревня состояла из 5 дворов.
В конце 1924 года в деревне числилось 6 мужского и 5 женского пола, всего 11 прихожан Рябовской лютеранской церкви. Большую часть населения деревни составляли переселенцы и потомки переселенцев из Финляндии, так называемые «финляндские карелы».

ОТРАДА — деревня, 7 дворов, 34 души.

Из них русских — 2 хозяйства, 13 душ; финнов-суоми — 5 хозяйств, 21 душа. (1926 год)

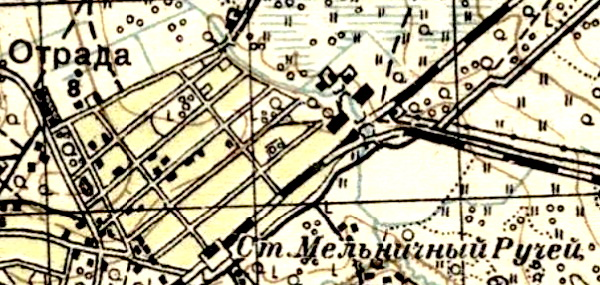
Деревня и дачный посёлок Отрада, станция и хутора Мельничный Ручей на карте 1931 года

Согласно топографической карте РККА 1931 года деревня Отрада насчитывала 8 дворов.
По административным данным 1933 года посёлок Отрада относился к Романовскому финскому национальному сельсовету Ленинградского Пригородного района.

ОТРАДА — деревня, 117 чел. (1939 год)

До 1942 года — место компактного проживания ингерманландских финнов.
В 1963 году, после того как одновременно с поглощением соседних посёлков, деревень и хуторов рабочий посёлок Всеволожский был преобразован в город, Отрада вошла в состав города Всеволожска.

## Фото

Парковая зона «Кочубеевская»
МРЭО на улице Пермской

## Инфраструктура
В микрорайоне расположены МРЭО ГИБДД № 15 ГУ МВД и ГКДОУ «Всеволожский детский сад компенсирующего вида».
Застройка индивидуальная, малоэтажная.
В северной части микрорайона расположен коттеджный посёлок «Румболово».

## Известные жители
- Владимир Бортко — советский и российский кинорежиссёр, сценарист, продюсер[24][25].